# Hymenophyllum seselifolium
Hymenophyllum seselifolium är en hinnbräkenväxtart som beskrevs av K. Presl. Hymenophyllum seselifolium ingår i släktet Hymenophyllum och familjen Hymenophyllaceae. Inga underarter finns listade.